# نورمان إيوينغ
نورمان إيوينغ (بالإنجليزية: Norman Ewing)‏ هو كاتب عدل ‏ وقاضي وسياسي أسترالي، ولد في 26 ديسمبر 1870 في ولونغونغ في أستراليا، وتوفي في 19 يوليو 1928 في لاونسستون في أستراليا. حزبياً، نشط في حزب التجارة الحرة.

## مناصب
- انتخب Leader of the Opposition (Tasmania) [الإنجليزية]‏ (أكتوبر 1914 – سبتمبر 1915).
- انتخب عضو الجمعية التشريعية لأستراليا الغربية عن دائرة Electoral district of Swan [الإنجليزية]‏ (4 مايو 1897 – مارس 1901).
- انتخب عضو مجلس الشيوخ الأسترالي [الإنجليزية]‏ عن دائرة أستراليا الغربية (29 مارس 1901 – 17 أبريل 1903).
- انتخب عضو مجلس نواب تسمانيا عن دائرة Division of Franklin (state) [الإنجليزية]‏ (30 أبريل 1909 – 22 سبتمبر 1915).